# Fehlfarben
Fehlfarben is een Duitse rockgroep uit Düsseldorf en Wuppertal, opgericht in 1979 door Peter Hein, Thomas Schwebel, Michael Kemner, Frank Fenstermacher, Uwe Bauer en Markus Oehlen. De huidige bezetting bestaat uit Hein, Kemner en Fenstermacher, samen met Uwe Jahnke, Saskia von Klitzing en Kurt Dahlke. De band hief zichzelf op in 1984, maar kwam in 1989 weer samen.
Fehlfarben ontstond uit de punkformatie Mittagspause, die op haar beurt op de nog oudere band Charley’s Girls terugging. Kemner en Dahlke kwamen uit Deutsch-Amerikanische Freundschaft. Aanvankelijk maakten ze experimentele muziek met ska-invloeden; deze inspiratie haalden ze op vakantie in Engeland. Ze traden op rond de Ratinger Hof in Düsseldorf.
Toen ze een contract met EMI ondertekenden, kwamen ze vanuit de underground in de bekendheid terecht. Dit leverde hun echter felle kritiek van de traditionele punkgroepen op, die de grote platenfirma’s als deel van het te bestrijden systeem beschouwden. Hun debuutalbum Monarchie und Alltag uit 1980 was een immens succes en werd een klassiek Duits rockalbum. Deze plaat vertoonde nog sterke punkinvloeden, met een hoog tempo in de nummers. Uiteindelijk werd het in 2000 met een Goldene Schallplatte bekroond. Het nummer ‘Militürk’ was een samenwerking met Deutsch-Amerikanische Freundschaft, die het als ‘Kebab-Träume’ uitbrachten, en is een grote culthit geworden.
De enige grote commerciële hit van Fehlfarben is ‘Ein Jahr (Es geht voran)’, dat beïnvloed is door de funk en in 1982, tegen de wil van de band in, als single werd uitgebracht. Dit nummer is een klassieker uit de commerciële Neue Deutsche Welle geworden, en Fehlfarben wordt vooral hierom herinnerd, tot ergernis van de bandleden zelf. De krakerscène adopteerde dit lied als een nieuwe hymne van de subcultuur: de krakers beschouwden Fehlfarben als opvolger van Ton Steine Scherben, wat in wezen niet Fehlfarbens bedoeling was.
Peter Hein verliet de groep in 1981 en ging voor Xerox werken; pas in 1989 kwam hij terug. Gitarist Schwebel nam daarop de zang voor zijn rekening, en de groep bracht nog de albums 33 Tage in Ketten en Glut und Asche uit. In 1984 hield de band ermee op door toedoen van onenigheden met EMI.
In 2002 brachten ze een nieuw album uit, Knietief im Dispo; toentertijd was er een heropleving van de Neue Deutsche Welle. De verkoopcijfers vielen evenwel tegen, evenals die van Handbuch für die Welt uit 2007. Thomas Schwebel verliet de groep begin 2008.

## Discografie

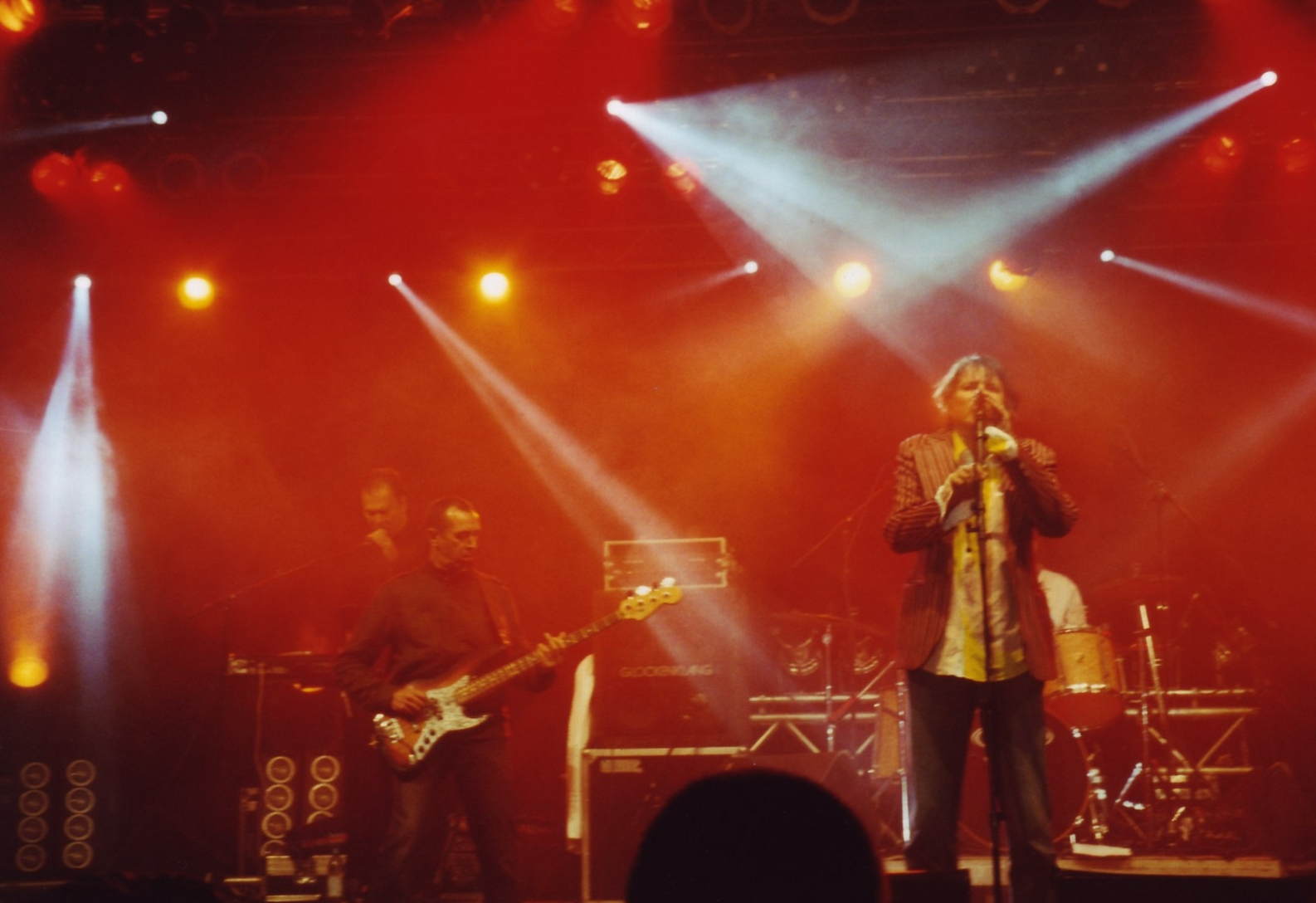
Fehlfarben in Hagen in 2006

### Albums
- 1980: Monarchie und Alltag
- 1981: 33 Tage in Ketten
- 1983: Glut und Asche
- 1991: Die Platte des Himmlischen Friedens (met Helge Schneider)
- 1992: Live
- 1995: Popmusik und Hundezucht (opgenomen in 1984)
- 1998: Es geht voran (compilatie)
- 2002: Knietief im Dispo
- 2006: 26 1/2 (met gastmuzikanten: Helge Schneider, Campino, Herbert Grönemeyer, T. V. Smith en anderen)
- 2007: Handbuch für die Welt
- 2009: Live hier & jetzt
- 2010: Glücksmaschinen
- 2012: Xenophonie
- 2015: Über...Menschen

### Singles
- 1980: Abenteuer & Freiheit / Große Liebe
- 1981: Das Wort ist draußen / Wie bitte was?!
- 1982: Ein Jahr (Es geht voran) / Feuer an Bord
- 1982: 14 Tage / Feuer an Bord
- 1983: Tag und Nacht
- 1983: Agenten in Raucherkinos
- 1983: Magnificent Obsession / Das Buschgespenst
- 1985: Keine ruhige Minute / Der Himmel weint
- 2002: Club der schönen Mütter
- 2003: Alkoholen
- 2010: Wir warten (Ihr habt die Uhr, wir die Zeit)
- 2012: Platz da!

### Video’s
- 2002: Club der schönen Mütter
- 2003: Alkoholen
- 2006: Chirurgie 2010, bekroond met de MuVi Online Publikumspreis 2006
- 2007: Politdisko
- 2009: WWW
- 2009: Handbuch für die Welt
- 2010: Glücksmaschinen
- 2012: Platz da!